# Határörs
Határörs (korábban Sztanetinecz, horvátul: Stanetinec) falu Horvátországban Muraköz megyében. Közigazgatásilag Stridóvárhoz tartozik.

## Fekvése
Csáktornyától 15 km-re északnyugatra, községközpontjától Stridóvártól 6 km-re délre, a szlovén határ mellett fekszik.

## Története
A települést 1478-ban "Scanocinecz" alakban említik először. A csáktornyai uradalom része volt. Hunyadi Mátyás magyar király 1477-ben Ernuszt János budai nagykereskedőnek és bankárnak adományozta, aki megkapta a horvát báni címet is. 1540-ben a csáktornyai Ernusztok kihalása után az uradalom rövid ideig a Keglevich családé, majd 1546-ban I. Ferdinánd király adományából a Zrínyieké lett. Miután Zrínyi Pétert 1671-ben felségárulás vádjával halálra ítélték és kivégezték, minden birtokát elkobozták, így a birtok a kincstáré lett.  III. Károly király 1719-ben a Muraközzel együtt szolgálatai jutalmául elajándékozta Althan Mihály János cseh nemesnek. 1791-ben gróf Festetics György vásárolta meg és ezután 132 évig a tolnai Festeticsek birtoka volt.
Vályi András szerint "SZTANETINECZ. Horvát falu Szala Várm. földes Ura Gr. Álthán Uraság, lakosai katolikusok, fekszik Stridónak szomszédságában, és annak filiája; határja sovány."
A településnek 1910-ben 259, túlnyomórészt horvát lakosa volt. A trianoni békeszerződésig Zala vármegye Csáktornyai járásához tartozott. 2001-ben 206 lakosa volt.

## Külső hivatkozások
- A Stridóvári turisztikai hivatal honlapja
- Stridóvár a Muraköz információs portálján